# Catasetum blepharochilum
Catasetum blepharochilum är en orkidéart som beskrevs av Rudolf Schlechter. Catasetum blepharochilum ingår i släktet Catasetum och familjen orkidéer.
Artens utbredningsområde är Colombia. Inga underarter finns listade i Catalogue of Life.